# Antônio José da Serra Gomes
Antônio José da Serra Gomes o Marquês de Penafiel (São Luís do Maranhão, 30 de Agosto de 1819 — Berlim, 30 de Dezembro de 1891) foi um diplomata e fidalgo luso-brasileiro.
Filho de Carlota Joaquina Serra e Antonio José Gomes da Torre, ingressou na carreira diplomática por decreto de 9 de julho de 1846 sendo nomeado adido do Brasil em Lisboa.
Casou-se em 1861 com a portuguesa Maria da Assunção Adelaide da Mata de Souza Coutinho, 2º Condessa e 1ª Marquesa de Penafiel e Dama de Honra da Rainha de Portugal D. Maria Pia (esposa de D. Luís I, rei de Portugal). No mesmo ano naturalizou-se português.
Em 1880, o Serra Gomes foi nomeado enviado extraordinário e ministro pelinpotenciário de Portugal junto à Corte de Berlim. Nesse posto permaneceu até a sua morte.
Teve dois filhos: Manoel Antônio Maria Apolônia da Serra Freire Belfort Gomes da Mata de Souza Coutinho (2º Marquês e 3º Conde de Penafiel) e João Antônio Maria Gomes da Mata de Souza Coutinho (3º Marquês e 4º conde de Penafiel)
O título de Marquês de Penafiel de juro e herdade foi criado em 5 de fevereiro de 1869 por D. Luís I, rei de Portugal, a favor de Maria da Assunção Adelaide da Mata de Souza Coutinho, 2ª condessa de Penafiel. 